# Haus Fleiner Straße 1 (Heilbronn)
Das Haus Fleiner Straße 1 in Heilbronn war die nach Entwürfen von Karl Ludwig von Zanth errichtete Villa Goppelt, ab 1933 auch als Braunes Haus bekannt. An der Stelle des am 4. Dezember 1944 beim Luftangriff auf Heilbronn zerstörten Hauses wurde 1964 ein achtstöckiges Geschäftshaus nach Plänen von Otmar Schär errichtet.

## Geschichte

### Vorkriegsbau

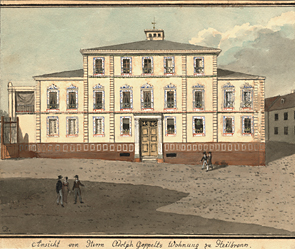
Villa Goppelt um 1836

Villa Goppelt um 1904 (links vorne)

1835/1836 ließ sich Adolf Goppelt das Gebäude als Wohn- und Geschäftshaus erbauen. Das Gebäude wurde nach Entwürfen von Karl Ludwig von Zanth errichtet und mit Malereien im pompejanischen Stil gestaltet. In dem Haus befand sich auch der Firmensitz des Handlungshauses Goppelt, eine Kolonialwaren- und Weingroßhandlung, die 1747 von Johann Gottfried Goppelt (1718–1779) gegründet worden war. Am 30. April 1846 war auch ein Liebhaber-Theater mit einem Prolog von David Friedrich Strauß in dem Bau eröffnet worden. Ab 1933 befand sich in dem Haus das Zentrum der NSDAP in Heilbronn, das dann als Braunes Haus mit Kreisleitung, Schulungskursen, NS-Bibliothek und Buchhandlung bekannt war. In den Kellern des Hauses wurden NS-Gegner, insbesondere Juden von Heilbronn, gefoltert. Tekla Sänger beschrieb in einem Brief die Vorgänge in den Kellern des Braunen Hauses:

„Ein Bekannter in der Weststraße wurde morgens um 5 Uhr aus dem Bett geholt und war eine Woche in Haft ohne Grundangabe. Er war dann wieder einige Tage daheim, da wurde er angerufen, er möge sofort ins Braune Haus kommen, was er auch tat. Hier musste er zunächst unterschreiben, dass ihm niemals etwas geschehen sei. Dann schleiften ihn sechs uniformierte Nazis in den Keller, wo er sich splitternackt ausziehen musste, und sie hieben allesamt mit Stahlruten auf ihn ein. Dasselbe machten sie mit dem Bruder von Schneider Heule von Lehrensteinsfeld… Diese beiden liegen nun schon vier Wochen im Krankenhaus und zwar bäuchlings, weil der Rücken derart malträtiert ist, dass sie gar nicht anders gelegt werden können.“

Zu Beginn des Zweiten Weltkrieges wurde in den Kellern des Goppeltschen Hauses eine Warnzentrale eingerichtet. Reste der einstigen Warnzentrale waren nach dem Krieg noch vorhanden.
Die Villa zählte zu den bedeutenden Werken prominenter auswärtiger Künstler, die in Heilbronn tätig waren:

„Der Historismus des 19. Jhs. ist im Unterland auch dadurch gekennzeichnet, dass mit bedeutenden Aufträgen prominente auswärtige Künstler bedacht wurden […] von Zanth das Goppeltsche Haus in der Fleiner Straße mit Malereien im pompejanischen Stil […]“

### Nachkriegsbau
1964 wurde ein achtstöckiges Geschäftshaus nach Plänen von Otmar Schär errichtet. Mit seinen 25 Metern Höhe zählte das Haus zu den „höchsten Bauwerken der Heilbronner Innenstadt“. Beim Neubau wurde der noch vorhandene Bunker des Braunen Hauses mit seinen schweren Eisentüren und dicken Wänden als Lagerraum gestaltet. Da das Haus auf dem früheren Stadtgraben steht, musste als Fundament eine schwere Eisenbetonplatte verwendet werden. Die Elektro-Großhandlung Erich Weber, am 1. Juli 1948 in der Schmidbergstr. 25 gegründet, wurde am 1. Juli 1958 von Elektro-Ziegler übernommen, die auch den Neubau errichten ließ.